# Murillo de Miranda Bastos Júnior
Murillo de Miranda Bastos Júnior (* 1920 in Rio de Janeiro) ist ein ehemaliger brasilianischer Diplomat.

## Leben
Murillo de Miranda Bastos Júnior ist der Sohn von Murillo de Miranda Bastos, welcher ab 1935 Leiter der Mapoteca des Itamaratí war und mit Jaime Cortesão 1944 den Curso de História da Cartografia, Geografia das Fronteiras do Brasil e Mapoteconomia im Rahmen eines Fortbildungsprogrammes des Itamaraty veranstaltete.
Murillo de Miranda Bastos Júnior machte sein Abitur am Liceu Pedro Nunes in Lissabon, wo er am Colégio Pedro II, Portugiesische Literatur studierte.
1953 trat er in den auswärtigen Dienst und wurde 1959 an der Botschaft in Buenos Aires beschäftigt. Vom 27. August 1963 bis zum 28. Januar 1965 war er als brasilianischer Geschäftsträger in Damaskus tätig und erhielt am 5. Oktober 1965 Exequatur als Konsul in Hongkong. Murillo de Miranda Basto Júnior wurde dann vom 17. Februar bis zum 24. März 1970 als Geschäftsträger am Generalkonsulat in Zürich eingesetzt.
Am 30. November 2004 wurde er in den Vorstand der Associação dos Diplomatas Brasileiros gewählt, wo er das Ressort Rentner und Pensionäre betreute.

## Veröffentlichungen
- Características básicas da política exterior

| Vorgänger           | Amt                                                                             | Nachfolger       |
| ------------------- | ------------------------------------------------------------------------------- | ---------------- |
| Mozart Janot Júnior | brasilianischer Geschäftsträger in Damaskus 27. August 1963 bis 28. Januar 1965 | Altamir de Moura |